# Nucleco
Nucleco S.p.A. nasce soprattutto per la gestione dei rifiuti radioattivi di bassa e media attività e ha come missione principale la caratterizzazione radiologica di materiali e impianti, la decontaminazione di edifici e strutture industriali, la raccolta, il trattamento, lo stoccaggio e lo smaltimento dei rifiuti radioattivi e speciali di origine industriale e ospedaliera.
È stata costituita nel 1981 a seguito di delibera del CIPE e la sua sede operativa è all'interno del Centro ricerche Casaccia dell'ENEA a Roma con un organico nel 2014 di 177 dipendenti.
Dal 1985 Nucleco gestisce a livello italiano il ritiro e la gestione dei rifiuti radioattivi provenienti da settori industriali, dalla ricerca scientifica e sanitaria, da ospedali e laboratori di analisi.
Effettua inoltre il ritiro e l'immagazzinamento temporaneo dei preparati radiferi utilizzati nella terapia medica e delle grandi sorgenti radioattive utilizzate in campo terapeutico e nella ricerca scientifica.
Nucleco gestisce inoltre, sulla base di una specifica convenzione con l'ENEA, il ritiro, il trattamento e la custodia dei rifiuti radioattivi del Centro ricerche Casaccia.
Dal 1989 opera anche nel settore dei rifiuti pericolosi (PCB e amianto) svolgendo attività di ingegneria, di analisi, di bonifica e di smaltimento.
Il 16 settembre 2004, SOGIN ha rilevato (per un controvalore di 2,2 milioni di euro) da Ambiente S.p.A. del Gruppo Eni l'intera partecipazione azionaria (pari al 60%) posseduta da quest'ultima in Nucleco. Per effetto di tale operazione, da tale data Nucleco è partecipata da SOGIN al 60% e da ENEA al 40%.
Con l'ingresso di SOGIN, partecipa attivamente al decommissioning delle centrali nucleari italiane.

## Dati
- Capitale sociale: 3.000.000 di euro
- Valore della Produzione 2013: 18,0 milioni di euro
- Valore della Produzione 2014: 24,9 milioni di euro
- Valore della Produzione 2015: 33,3 milioni di euro